# بن تشيلويل
بنيامين جيمس تشيلويل (بالإنجليزية: Benjamin James Chilwell)‏ (مواليد 21 ديسمبر 1996 في ميلتون كينز، إنجلترا)، هو لاعب كرة قدم إنجليزي، يلعب كظهير أيسر مع نادي تشيلسي مُنذ عام 2020.

## الإنجازات
تشيلسي
- دوري أبطال أوروبا : 2020–21[11]
- كأس السوبر الأوروبي : 2021[12]
- كأس العالم للأندية: 2021

## روابط خارجية
- بن تشيلويل على موقع الاتحاد الدولي (مؤرشف)  (الإنجليزية)
- بن تشيلويل على موقع الاتحاد الأوربي (الإنجليزية)
- بن تشيلويل على موقع قاعدة بيانات كرة القدم.إي يو (الإنجليزية)
- بن تشيلويل على موقع ناشيونال فوتبول تيمز (الإنجليزية)
- بن تشيلويل على موقع Soccerbase.com (لاعب) (الإنجليزية)
- بن تشيلويل على موقع Soccerway.com (الإنجليزية)
- بن تشيلويل على موقع عالم كرة القدم.نت (الإنجليزية)
- بن تشيلويل على موقع AS.com (الإسبانية)